# Nicolaus Theodorici de Amsterdam

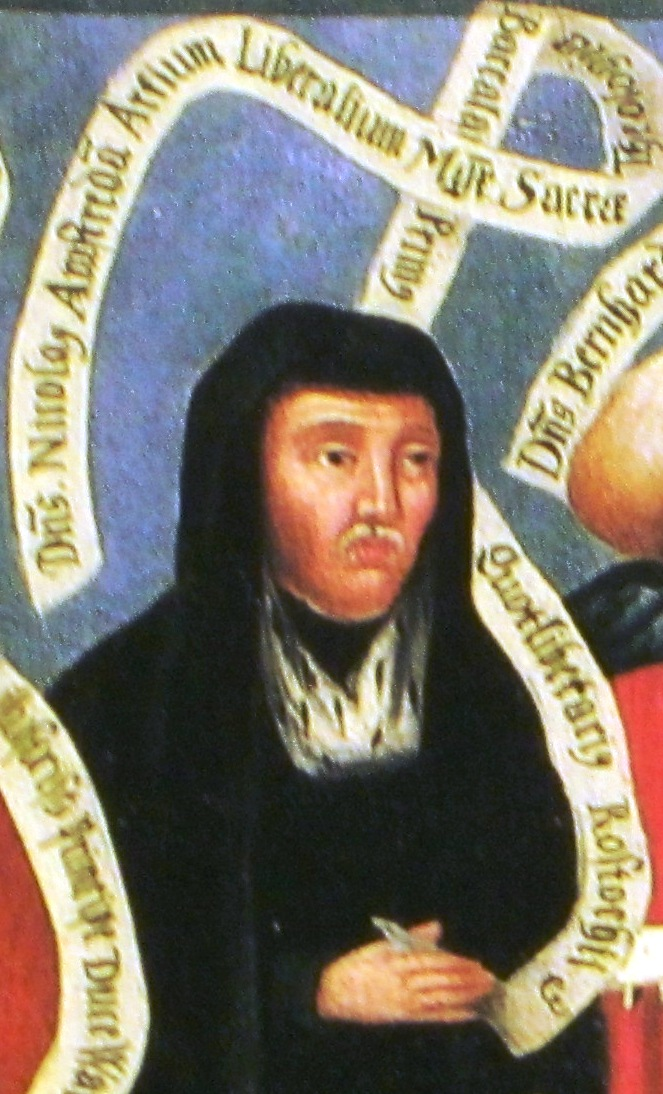
Nicolaus de Amsterdam (Ausschnitt aus der Rubenow-Tafel)

Nicolaus Theodorici de Amsterdam († vor 1456 in Greifswald) war ein scholastischer Philosoph.

## Leben
Nicolaus Theodorici de Amsterdam immatrikulierte sich 1407 an der Universität Köln und machte hier seinen Baccalaureus. 1412 immatrikulierte er sich in Erfurt und wurde hier Magister artium. 1422 wurde er in Rostock immatrikuliert. Hier war er mehrfach Dekan der Artistenfakultät und wurde 1426 Rektor sowie 1437/38 Vizerektor der Universität.
1437 ging Nicolaus Theoderici mit anderen Professoren nach Greifswald. Um 1444/45 hielt er sich in Leipzig auf, ging aber wieder zurück nach Greifswald und war an der Gründung der dortigen Universität unter Heinrich Rubenow beteiligt.
Sein Grab befindet sich vor dem Hochaltar von St. Nikolai. Er ist auf der Rubenow-Tafel im Greifswalder Dom (2.v.l. neben Rubenow) mit den weiteren Professoren Bernhard Bodeker, Wilken Bolen, Johannes Lamside, Bertold Segeberg und Johannis Tidemann dargestellt.
Die Kirchenbibliothek zu St. Nikolai besaß (1875) handschriftliche „Quaestiones metaphysicae“ von Nicolaus Theodorici de Amsterdam.